# Lia Williams
Lia Williams (Birkenhead, 26 novembre 1964) è un'attrice e regista britannica.

## Carriera
È attiva soprattutto in campo teatrale ed è particolarmente nota per la sua interpretazione di Clitemnestra nell'Orestea di Eschilo in scena al Trafalgar Studio di Londra nel 2015; per la sua interpretazione è stata candidata alla Laurence Olivier Award alla miglior attrice. Ha ottenuto il primo successo nel 1996 quando recitò a Londra e Broadway nella produzione originale del dramma di David Hare Skylight con Michael Gambon e per la sua performance è stata candidata a un altro Laurence Olivier Award e al Tony Award alla miglior attrice protagonista in uno spettacolo. Ha recitato in numerose altre opere teatrali, classiche e moderne, tra cui Oleanna (1993), Il ritorno a casa (2001), Come vi piace (2005), Le Dieu du Carnage (2009), Un tram che si chiama Desiderio (2013), Maria Stuarda (2016) e La notte dell'iguana (2019).
Ha curato la regia di diversi cortometraggi, tra cui Stronger, candidato al Premio BAFTA al miglior cortometraggio. È sposata con lo sceneggiatore Guy Hibbert e ha un figlio, Josh.

## Filmografia parziale

### Cinema
- Firelight (Firelight), regia di William Nicholson (1997)
- Il re è vivo (The King Is Alive), regia di Kristian Levring (2000)
- The Foreigner, regia di Martin Campbell (2017)
- Benediction, regia di Terence Davies (2021)
- Living, regia di Oliver Hermanus (2022)
- Scoop, regia di Philip Martin (2024)

### Televisione
- Miss Marple (Agatha Christie's Marple) – serie TV, episodio 2x03 (2006)
- Doc Martin – serie TV, 8 episodi (2009)
- Secret State – serie TV, 4 episodi (2012)
- Lewis – serie TV, 2 episodi (2013)
- L'ispettore Barnaby (Midsomer Murders) – serie TV, episodio 17x01 (2015)
- The Crown – serie TV, 3 episodi (2016)
- The Missing – serie TV, 7 episodi (2016)
- The Capture – serie TV, 12 episodi (2019-2022)
- His Dark Materials - Queste oscure materie (His Dark Materials) – serie TV, 5 episodi (2019-2022)
- Riviera – serie TV, episodi 3x04-3x05 (2020)
- Delitti in Paradiso (Death in Paradise) – serie TV, episodi 10x05-10x06 (2021)
- Progetto Lazarus (The Lazarus Project) – serie TV, episodi 1x05-1x06 (2022)
- The Day of the Jackal – serie TV, 8 episodi (2024)
- MobLand – serie TV, episodio 1x04 (2025)

### Regia
- Feathers - cortometraggio (2002)
- The Stronger - cortometraggio (2007)
- Dog Alone - cortiometraggio (2009)

## Teatro (parziale)

### Regista
- Polvere alla polvere di Harold Pinter. Harold Pinter Theatre di Londra (2018)
- Il dubbio di John Patrick Shanley. Chichester Theatre Festival di Chichester (2022)

### Attrice
- Re Lear di William Shakespeare, regia di Max Stafford-Clark. Royal Court Theatre di Londra (1993)
- Oleanna di David Mamet, regia di Harold Pinter. Royal Court Theatre di Londra (1993)
- Skylight di David Hare, regia di Richard Eyre. National Theatre e Wyndham's Theatre di Londra (1995), Royale Theatre di Broadway (1996)
- Il ritorno a casa di Harold Pinter, regia di Robin LeFevre. Comedy Theatre di Londra (2001)
- Come vi piace di William Shakespeare, regia di Dominic Cooke. Royal Shakespeare Theatre di Stratford-Upon-Avon (2005)
- Arcadia di Tom Stoppard, regia di David Leveaux. Ethel Barrymore Theatre di Broadway (2011)
- Vecchi tempi di Harold Pinter, regia di Ian Rickson. Harold Pinter Theatre di Londra (2013)
- Il padre di Florian Zeller, regia di James Macdonald. Theatre Royal di Bath (2014)
- Orestea di Eschilo, regia di Robert Icke. Almeida Theatre e Trafalgar Theatre di Londra (2015)
- Maria Stuart di Friedrich Schiller, regia di Robert Icke. Almeida Theatre (2016) e Duke of York's Theatre di Londra (2018)
- Gli anni fulgenti di Miss Brodie, adattamento di David Harrower, regia di Polly Findlay. Donmar Warehouse di Londra (2019)
- La notte dell'iguana di Tennessee Williams, regia di James Macdonald. Noël Coward Theatre di Londra (2019)
- John Gabriel Borkman di Henrik Ibsen, regia di Nicholas Hytner. Bridge Theatre di Londra (2022)
- Il vortice di Noël Coward, regia di Daniel Raggett. Festival Theatre di Chichester (2023)

## Doppiatrici italiane
Nelle versioni in italiano delle opere in cui ha recitato, Lia Williams è stata doppiata da:
- Serena Verdirosi in Firelight
- Cinzia Massironi in The Crown
- Eleonora De Angelis in Riviera
- Sabrina Duranti in His Dark Materials - Queste oscure materie
- Alessandra Korompay in The Day of the Jackal